# Höhle von la Draye Blanche
Die Grotte von la Draye Blanche befindet sich in der Hochebene des Vercors im französischen Département Drôme auf dem Gebiet der Gemeinde La Chapelle-en-Vercors.

## Geografie
Der Haupteingang zur Höhle befindet sich unweit der Landstraße RD178 auf dem Gebiet der Gemeinde La Chapelle-en-Vercors. GPS-Koordinaten des Eingangs: 44.939 N, 5.3848 E.
Es gibt keine Anreisemöglichkeiten mit öffentlichen Verkehrsmitteln in der Nähe.
Die Grundfläche der Höhle misst ca. 100 Meter mal 30 Meter. Sie zeichnet sich aus durch mineralische „Vorhänge“, die von eindringendem Wasser geformt wurden, und die sich entlang der Wände der Höhle schlängeln. Zwischen erstarrten Kalzit-Wasserfällen und ockerfarbenen Wänden hängen große, drapierte Stalaktiten von der Decke herab.
Sie beherbergt eine Fauna, die für die unterirdischen Hohlräume dieses Voralpenmassivs repräsentativ ist.

## Geschichte
Die Höhle wurde 1918 eher zufällig von einem Einsiedler mit Namen Fabien Rey (1890–1974) entdeckt, der in der Nähe allein in einer kleinen Hütte mit etwa dreißig Hunden lebte. Nachdem ihm während des Wilderns eines der Tiere in einen Abgrund (im Vercors „Scialet“ genannte Öffnung im karstigen Untergrund, siehe Bild rechts) gefallen war, machte er auf der Suche nach dem Tier die Entdeckung eines 16 m tiefen Schachtes, einer Galerie und schließlich der Höhle.
Die Erschließung und die Beleuchtung der Höhle wurden erst im August 1970 in Anwesenheit des Entdeckers abgeschlossen.
Im Zuge von Neubauarbeiten im Jahr 1990 wurde gegenüber dem natürlichen Eingang ein Tunnel gebohrt, um Besuchern einen erleichterten Zugang zur Höhle zu ermöglichen. Die Bauarbeiter legten dabei einen natürlichen Schacht frei, dessen oberes Ende zwischenzeitlich durch Geröll verstopft war.
In dieser natürlichen Falle wurden Überreste von Bisons über Höhlenbären und Wölfe bis hin zu Adlern, insgesamt mehr als 15.000 Knochen entdeckt. Sie konnten 45 identifizierten Tierarten zugeordnet werden.

## Tourismus
Die Datenlage bezüglich der Höhle in den Internetpräsenzen der Gemeinde La Chapelle-en-Vercors bzw. der Region Drôme ist uneindeutig. Auf den offiziellen Webseiten des Département Drôme und von La Chapelle-en-Vercors gibt es nur spärliche Verweise auf die Höhle.
In eher touristisch geprägten Internetportalen finden sich auch kritische Kommentare zum Geschäftsmodell des Betreibers der Höhle, welches die Besichtigung der Höhle mit oberirdischen, eher auf Familien mit Kleinkindern zielenden Angeboten (Park prähistorischer Tierfiguren, Husky-Zucht) kombiniert.